# Wes Ball
Wes Ball (28 de octubre de 1980) es un director de cine estadounidense. Es más conocido por haber dirigido la trilogía de Maze Runner.
Ball es el encargado de dirigir la adaptación cinematográfica de La caída de los dioses (Fall of Gods), una novela ilustrada crowdfunded de sede en Dinamarca Mood Estudios.
El 7 de noviembre de 2023 se confirmó que Ball sería el responsable de dirigir la película de acción real de The Legend of Zelda.

## Filmografía
- RUIN (cortometraje; 2011) - Director
- The Maze Runner (2014) - Director
- Maze Runner: The Scorch Trials (2015) - Director, productor ejecutivo
- Maze Runner: The Death Cure (2018) - Director[2]
- Kingdom of the Planet of the Apes (2024) - Director[3]
- The Legend of Zelda (2027) - Director, productor